# Fjeldpryd-familien
Fjeldpryd-familien (Diapensiaceae) er en lille familie bestående af 20 arter fordelt i syv slægter. Arterne er udbredt i de arktiske områder af Europa, Asien og Nordamerika med hovedvægten i Nordøstasien og Nordamerika. Det er urteagtige planter eller dværgbuske, som er afhængige af mykorrhiza med én eller flere svampearter. Blomsterne har 5 kronblade, der er sammevoksede i bunden. De fem støvdragere er flade og sidder forskudt for kronbladene. Frugterne er kapsler med mange små frø.
| Slægter |

- Berneuxia
- Fjeldpryd-slægten (Diapensia)
- Diplarche
- Galax-slægten (Galax)
- Pyxidanthera
- Schizocodon
- Shortia